# Xabdiz

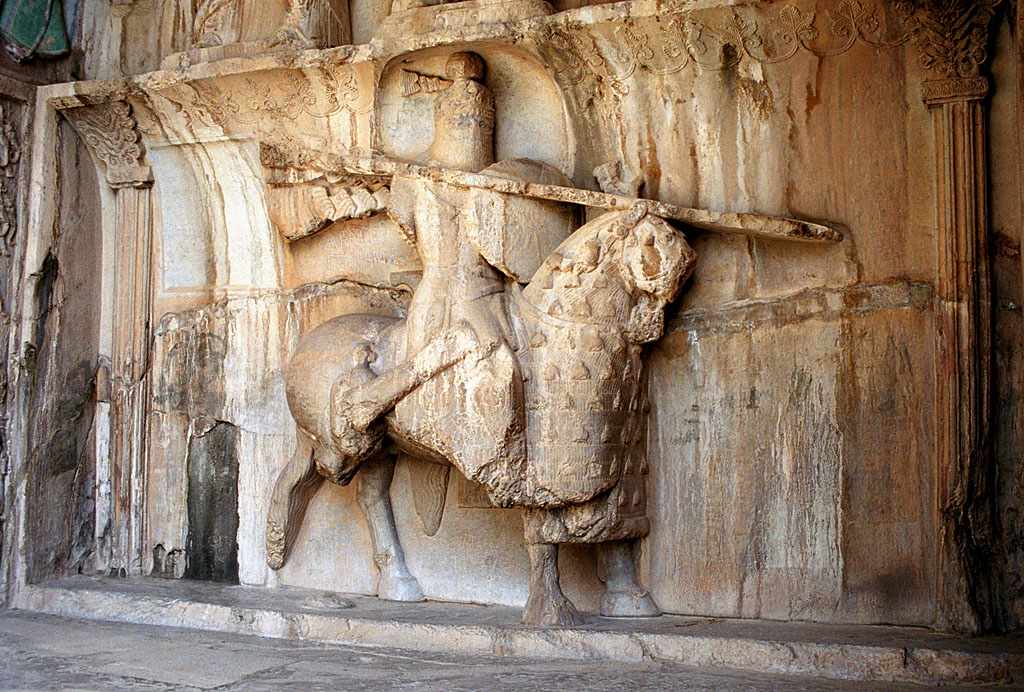
Cosroes montando Xabdiz. Taq-e Bostan, Irã

Xabdiz (em persa: شبديز) foi o lendário garanhão preto de Cosroes II, um dos mais famosos reis do Império Sassânida. Xabdiz, que significa "meia-noite", foi renomeado o  "cavalo mais rápido do mundo" de acordo com a antiga literatura persa. No épico romântico de Nezami Khosrau e Shirin, é o 'adorado' Xabdiz de Cosroes que bate sua futura noiva, Shirin, para encontrar-se com ele depois que Shirin caiu apaixonada pelo retrato de Cosroes. Foi Barbad, que através de uma canção - arriscando potencialmente sua vida - que informou ao rei da morte de Xabdiz.